# Melanostomias nigroaxialis
Melanostomias nigroaxialis es una especie de pez de la familia Stomiidae en el orden de los Stomiiformes.

## Hábitat
Es un pez de mar y de aguas profundas.

## Distribución geográfica
Se encuentra en el Pacífico occidental central: 5 ° 29'S, 130 ° 49'E.